# Сігіберт III

Сігіберт III (близько 630 — 1 лютого 656) — франкський король Австразії із династії Меровінгів, правління якого почалося 634 року й тривало до його смерті, перший із лінивих королів. Святий Римо-католицької церкви.
Сігіберт був старшим сином короля Дагоберта I й Рагнетруди, та зведеним братом короля Хлодвіга II. Батько віддав йому в правління Австразію в 634 році (за іншими даними в 633), щоб задовольнити прагнення місцевих магнатів до самостійності. Після смерті Дагоберта I Сігіберт став самостійним правителем і жодним чином не підкорявся Нейстрії. Молодий король виховувався за наставництва Піпіна Ланденського й виріс побожним правителем. Невдовзі після сходження на трон мажордомом став Адалґісел, який перебрав владу в королівстві.
Йому було тільки 10 років, коли він повів військо на завоювання Тюрингії, але був розбитий і гірко плакав у сідлі після поразки. Малоліття Сігіберта та його молодшого брата Хлодвіга, що правив у Нейстрії, призвело до занепаду династії, бо на передній план вийшли мажордоми. Мажордом Ґрімоальд Старший, син Піпіна, переконав Сігіберта усиновити свого сина Хільдеберта. Коли в Сігіберта народився власний син Дагоберт, мажордом збентежився й після смерті Сігіберта, який помер ще молодим, вислав Дагоберта до Ірландії.
Сігіберт не був успішним королем, але його шанують за заснування монастирів, лікарень та церков. Католицька церква відносить його до святих. Він є святим покровителем міста Нансі.